# جوجل بلاي كتب
جوجل بلاي كتب (بالإنجليزية: Google Play Books)‏ هي خدمة توزيع رقمية للكتب الإلكترونية تديرها جوجل، وهي جزء من خط منتجاتها في جوجل بلاي. يمكن للمستخدمين شراء وتنزيل الكتب الإلكترونية والكتب الصوتية من جوجل بلاي، والتي تقدم أكثر من خمسة ملايين عنوان ، مع مطالبة جوجل بأنها «أكبر مجموعة كتب إلكترونية في العالم». يمكن قراءة الكتب في قسم كتب مخصص على موقع جوجل بلاي على الويب، من خلال استخدام تطبيق جوال متوفر لنظامي أندرويد و iOS ، من خلال استخدام أجهزة قراءة إلكترونية محددة تقدم الدعم لـ Adobe Digital Editions، من خلال متصفح الويب والقراءة عبر Google Home. يمكن للمستخدمين أيضًا تحميل ما يصل إلى 1000 كتاب إلكتروني بتنسيق PDF أو EPUB. كتب Google Play متاحة في 75 دولة.